# Cité de refuge
Cité de refuge je budova v Paříži. Nachází se v ulici Rue Cantagrel č. 12 ve 13. obvodu. Budovu od jejího otevření v roce 1933 využívá Armáda spásy pro dočasné ubytování a opětné sociální začlenění. Stavba je chráněná jako historická památka.

## Historie
Budova byla postavena v letech 1930–1933 z iniciativy Albina Peyrona (1870–1944), člena Armády spásy. Byla určena k umístění sociálních služeb Armády spásy a ubytovacího střediska pro 500 potřebných lidí. Architekty byli Le Corbusier a jeho bratranec Pierre Jeanneret. Otevřel ji prezident Albert Lebrun dne 7. prosince 1933 pod názvem „Refuge Singer-Polignac“ na počest kněžny Winnaretta de Polignac, mecenášky stavby, která prosadila architekty. První velká budova Le Corbusiera v Paříži vyjadřuje jeho představy o sociálním bydlení. Na železobetonovém deskovém sloupovém rámu je jižní fasáda opatřena skleněnou obvodovou stěnou o ploše 1000 m2. V roce 1952 vedla porucha vzduchotechniky budovy k výměně fasády za otevírací okna, umístěná za sadou vícebarevných slunečních clon. V letech 2011–2016 prošla budova rozsáhlou rekonstrukcí. Stavba je od 15. ledna 1975 evidována jako historická památka. Mezi chráněné prvky patří schodiště, vestibul, výzdoba interiéru a fasáda.

## Využití
Objekt je určen k bydlení a stravování nejchudších obyvatel a zahrnoval při svém vzniku výdejnu, jesle, prádelnu nebo sklad použitého oblečení a předmětů. Prostory pro ženy a muže jsou odděleny.